# 2011년 12월 개기 월식

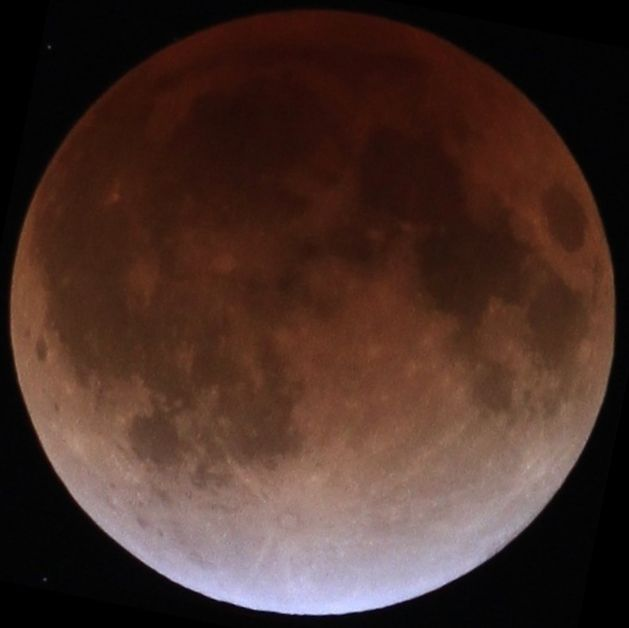

2011년 12월 개기 월식은 2011년 12월 10일(UTC 기준) 아시아, 오스트레일리아, 유럽, 북아메리카에서 일어난 개기 월식이다.